# Reinhard Christel
Reinhard Christel   (Uttenreuth, c. 1949) és un antic pilot d'enduro i trial alemany de renom internacional durant la dècada del 1970. Especialista en petites cilindrades, al llarg de la seva carrera va guanyar un Campionat d'Europa d'enduro de 125cc (1974) i va formar part de l'equip de la RFA que va guanyar el Vas d'argent als Sis Dies Internacionals d'Enduro el 1980. Pel que fa al trial, entre els anys 1970 i 1973 en va guanyar tres Campionats d'Alemanya amb la Zündapp.
Actualment, Christel regenta un concessionari de motocicletes a Uttenreuth (districte d'Erlangen-Höchstadt, Baviera) anomenat Zweirad Christel.